# Petr Koukal
Petr Koukal (Žďár nad Sázavou, 16 agosto 1982) è un hockeista su ghiaccio ceco.

## Palmarès

### Mondiali
- 1 medaglia:
  - 1 bronzo (Finlandia/Svezia 2012)